# Anostostoma erinaceus
Anostostoma erinaceus är en insektsart som först beskrevs av Hermann Burmeister 1838.  Anostostoma erinaceus ingår i släktet Anostostoma och familjen Anostostomatidae. Inga underarter finns listade i Catalogue of Life.